# Olympische Sommerspiele 1960/Teilnehmer (Sudan)
| Gelbes Symbol für Goldmedaillen mit stilisierten Olympischen Ringen | Graues Symbol für Silbermedaillen mit stilisierten Olympischen Ringen | Braundes Symbol für Bronzemedaillen mit stilisierten Olympischen Ringen |
| ------------------------------------------------------------------- | --------------------------------------------------------------------- | ----------------------------------------------------------------------- |
| —                                                                   | —                                                                     | —                                                                       |

Der Sudan nahm an den Olympischen Sommerspielen 1960 in der italienischen Hauptstadt Rom mit einer Delegation von zehn männlichen Sportlern an zehn Wettbewerben in vier Sportarten teil.
Jüngster Athlet war der Gewichtheber Mirza Adil (17 Jahre und 163 Tage), ältester Athlet war der Leichtathlet Isaac Elie (31 Jahre und 284 Tage). Es war die erste Teilnahme an Olympischen Sommerspielen für das Land.

## Teilnehmer nach Sportarten

### Boxen
- Sayed Abdel Gadir
  - Federgewicht

Rang 17
Runde eins: Punktniederlage gegen Phil Lundgren aus Großbritannien (0:5 Runden, 280:299 - 56:60, 55:60, 58:60, 55:60, 56:59)

- Mohamed Faragalla
  - Weltergewicht

Rang 17
Runde eins: Freilos
Runde zwei: Niederlage gegen James Lloyd aus Großbritannien durch KO in der zweiten Runde (Zeit: 2:23 Minuten)

- Mohamed Rizgalla
  - Halbweltergewicht

Rang 17
Runde eins: Freilos
Runde zwei: Niederlage gegen Sayed Mahmoud El-Nahas aus den Vereinigten Arabischen Emiraten durch technischen KO in der ersten Runde (Zeit: 2:23 Minuten)

### Gewichtheben
- Mirza Adil
  - Mittelgewicht

Finale: 290,0 kg, Rang 20
Militärpresse: 90,0 kg, Rang 23
Reißen: 85,0 kg, Rang 21
Stoßen: 115,0 kg, Rang 20

- Ibrahim Mitwalli
  - Leichtgewicht

Finale: 262,5 kg, Rang 25
Militärpresse: 85,0 kg, Rang 28
Reißen: 72,5 kg, Rang 29
Stoßen: 105,0 kg, Rang 27

### Leichtathletik
- Hamdan El-Tayeb
  - 100 Meter Lauf

Runde eins: ausgeschieden in Lauf acht (Rang sechs), 11,1 Sekunden (handgestoppt)

- Isaac Elie
  - 110 Meter Hürden

Runde eins: ausgeschieden in Lauf vier, Rennen nicht beendet (DNF)

### Schießen
- Gibreel Ali
  - Kleinkaliber Dreistellungskampf

Qualifikation: Gruppe eins, 454 Punkte, Gesamtrang 72, Finale nicht erreicht
Kniend: 161 Punkte
Runde eins: 78 Punkte
Runde zwei: 83 Punkte
Liegend: 181 Punkte
Runde eins: 89 Punkte
Runde zwei: 92 Punkte
Stehend: 112 Punkte
Runde eins: 54 Punkte
Runde zwei: 58 Punkte

- - Kleinkaliber liegend

Qualifikation: Gruppe zwei, 357 Punkte, Rang 40, Gesamtrang 80, nicht für das Finale qualifiziert
Runde eins: 92 Punkte, Rang 32
Runde zwei: 86 Punkte, Rang 41
Runde drei: 90 Punkte, Rang 38
Runde vier: 89 Punkte, Rang 39

- Omar Anas
  - Freies Gewehr Dreistellungskampf

Qualifikation: Gruppe zwei, 394 Punkte, für das Finale qualifiziert
Kniend: 147 Punkte
Liegend: 155 Punkte
Stehend: 92 Punkte
Finale: 812 Punkte, Rang 37
Kniend: 275 Punkte, Rang 37
Liegend: 331 Punkte, Rang 37
Stehend: 206 Punkte, Rang 37

- - Kleinkaliber Dreistellungskampf

Qualifikation: Gruppe zwei, 381 Punkte, Gesamtrang 73, nicht für das Finale qualifiziert
Kniend: 133 Punkte
Runde eins: 69 Punkte
Runde zwei: 64 Punkte
Liegend: 153 Punkte
Runde eins: 77 Punkte
Runde zwei: 76 Punkte
Stehend: 95 Punkte
Runde eins: 56 Punkte
Runde zwei: 39 Punkte

- - Kleinkaliber liegend

Qualifikation: Gruppe eins: 351 Punkte, Rang 42, Gesamtrang 82, nicht für das Finale qualifiziert
Runde eins: 86 Punkte, Rang 42
Runde zwei: 85 Punkte, Rang 43
Runde drei: 92 Punkte, Rang 37
Runde vier: 88 Punkte, Rang 42

- Basha Bakri
  - Freies Gewehr Dreistellungskampf

Qualifikation: Gruppe eins, 421 Punkte, nicht für das Finale qualifiziert
Kniend: 133 Punkte
Liegend: 162 Punkte
Stehend: 126 Punkte